# Inversacytherella tanantia
Inversacytherella tanantia är en kräftdjursart som beskrevs av Swanson, Jellinek och Heinz Malz 2003. Inversacytherella tanantia ingår i släktet Inversacytherella och familjen Cytherellidae. Inga underarter finns listade i Catalogue of Life.